# Умма-хан VI
Умма-хан (Омар-хан) Аварский по прозвищу Великий или Бешеный (1761 или 1762, Хунзах — 22 марта 1801, Балакен) — аварский нуцал, правитель Аварского ханства с 1774 по 1801 год.
Умма-хан встал во главе Аварского ханства в возрасте 12 или 13 лет. Сменил на престоле своего отца Мухаммад-нуцала IV, который был вероломно убит акушинцами во время переговоров с Фатали-ханом Кубинским.
При Умма-хане Аварское ханство расширило свои границы как за счёт подчинения аварских вольных обществ, так и за счёт соседних территорий.
Умма-хану платили дань грузинский царь Ираклий II, дербентский, кубинский, бакинский, ширванский, шекинский ханы и ахалцихский паша. Кроме того, он обложил данью Карабахское ханство, Тушетию. Информация о том, что ему подчинялась также Джарская республика не подтверждается или не имеет под собой достаточных оснований.
Будучи дальновидным и тонким политиком, Умма-хан понял возможности Российской империи. Он отказался принять участие в восстании шейха Мансура, считая, что сила Российского государства велика и люди, выступающие против России, «должны обладать по меньшей мере организацией, необходимой для самоуправления», а у дагестанского населения вовсе нет силы и организации.

## Происхождение

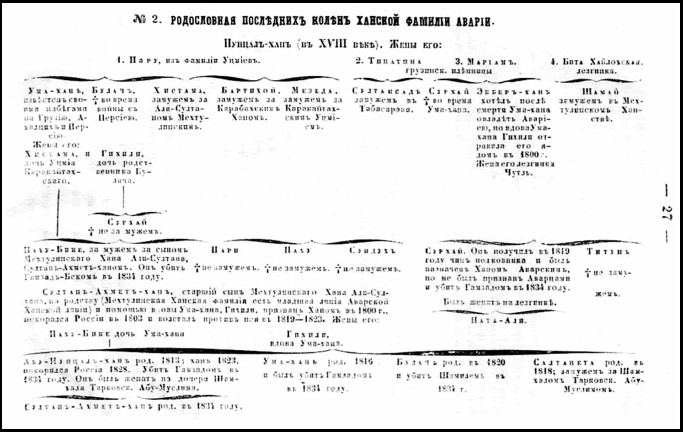
Генеалогическая схема аварских нуцалов, составленная А. Берже

Умма-хан родился в 1761 или 1762 году, в семье аварского хана Мухаммад-нуцала IV и Баху, дочери Хан-Мухаммада Кайтагского.
В начале 1740-х годов в Хунзахе укрывались члены семьи кайтагских уцмиев, что предопределило возникновение в дальнейшем династических браков между аварскими и кайтагскими правящими домами. Бежавший от полчищ Надир-шаха, кайтагский уцмий Ахмад-хан провёл в Аварии целый год и в 1743 или 1744 году выдал за Мухаммад-нуцала Баху, дочь своего покойного сына Хан-Мухаммада.
От Баху у Мухаммад-нуцала, кроме Умма-хана, было ещё три дочери: Хистаман, Аймесей и Бахтика. Вторую жену Мухаммад-нуцала звали Марьям; это была грузинка, принявшая ислам. Она родила Мухаммад-нуцалу сына по имени Гебек.

### Происхождение имени
Существуют мнения, что Умма-хан (Умахан) взято от имени Омар-хан. То же подтверждал и Гасан Алкадари, в частности обосновывая это тем, что в Дагестане искажения имён бывают часто.

## Личные качества

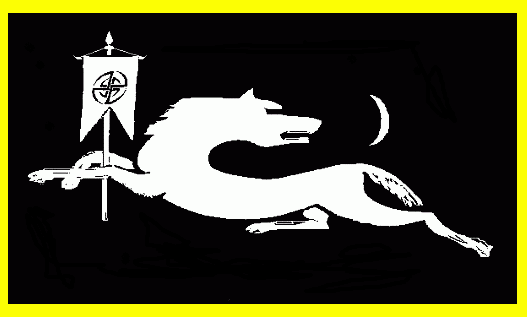
Волк со штандартом — родовое знамя аварских нуцалов.

Развёрнутую характеристику, на основе устных и письменных источников местного происхождения, Умма-хану дал учёный-историк второй половины XIX века Х. Геничутлинский:

Ума-хан — сын Мухаммад-нуцала, был красивым мужчиной, преисполненным глубокого достоинства, человеком выдержанным и в то же время отважным, приветливым и благодетельным. У него было прекрасное лицо, приятный тембр речи. Говорил он на литературном языке и обладал хорошей памятью. С людьми, находившимися в унылом состоянии, он старался шутить, чтобы редким, интересным словом или выражением, успокоить их и даже развеселить. Из уст его никогда не исходили гнусные слова и гневные речи. Будучи и в радости и в горе, при народе он постоянно улыбался, как знатным людям, так и самым что ни есть низким, и этим заставлял их забывать свои тревоги и печали.
 Во внутренней политике Умма-хан старался избегать жестокостей, был мягким, щедрым и милосердным человеком. «На фоне же князей и властителей», писал Х. Геничутлинский, «он был подобен свирепому льву. Он презирал страх. Прославленные эмиры при встрече с ним вели себя как ягнята».
Говоря об Умма-хане, русский историк М. М. Ковалевский отмечал, что он был человек предприимчивый, храбрый и отважный. Он имел сильное влияние на соседние народы и представлял собой повелителя всего Дагестана. Характеризуя Умма-хана, генерал русской армии А. А. Неверовский писал,

что ни одно владетельное лицо в Дагестане не достигало до той степени могущества, как Омар-Хан Аварский. И если Казикумыки гордятся своим Сурхай-Ханом, то Аварцы, всегда самое сильное племя в горах, ещё более имеют права вспоминать с гордостью об Омар-Хане, бывшем действительно грозою всего Закавказья.

## Военные походы
Умма-хан прославился прежде всего своими многочисленными военными походами в закавказские страны. По сообщению А. А. Неверовского, никогда дагестанские горцы «не были так страшны, вообще для всего Закавказья, как во второй половине XVIII столетия, а в особенности когда имели предводителем Омар-Хана Аварского».

### Война дагестанских владетелей против Фатх-Али Кубинского
Усиление власти и расширение сферы влияния Фатали-хана встревожило соседних владетелей. В первый год своего правления, Умма-хан, вместе с другими дагестанскими феодалами, из числа его родственников, выступил против кубинского Фатали-хана, чтобы отомстить за смерть своего отца. Конкретно в сложившуюся антикубинскую коалицию дагестанских владетелей вошли кайтагский уцмий Амир-Хамза, мехтулинский Али-Султан, табасаранский Рустем-кадий, казанищинский Тишеиз-Магомед (Мухаммад-тишсиз); к ним примкнули также владетели Засулакской Кумыкии — эндреевский Темир-Хамдин, Али-Султан Казаналипов, костековский Алиешев и др.. В июле 1774 года, собрав 4-тысячное войско, в Гавдушанском сражении, близ города Худат, они разгромили 8-тысячный отряд кубинского хана и вынудили его бежать. Фатали-хан потерял часть своих владений, сохранив за собой лишь горные области. Так, он лишился Дербента, Сальян, Кубы, Кулгана, Ширвана и всех принадлежащих к ним уездов, до реки Кура. В бою погибли Мухаммад-тишсиз, Эльдар-бек Казикумыкский и
майсум Шейх Али-бек. Об этих событиях рассказывается в народной песне Дагестана:

Поведя мощную рать с собой.

Остановился Кази около Худата…

Слышно, идёт кубинский хан

С пушками на запряжённых лошадьми повозках,

С орудиями, навьюченными на катерах.

«Посмотрим на тебя, осмелившегося войти в мои владения!»

Но увидев снаряжение рати Кази,

Стал кричать кубинский хан:

«Если золота хочешь — навьючу им катеров,

Владений, если хочешь — половину дам,

Иди, говорит, младший брат, на мир со мной!»

«Твоего и моего отца мир —

То друг другу направляемые свинцовые пули!

Теперь же между нами прочный мир —

Это стальные сабли, которыми мы будем биться,

Они—между нами посредники!»

Сказав эти слова в ответ.

Как орёл бросается на курочек.

Ударил Кази на Казильбашей.

Потерпевший поражение Фатали-хан, отступил к Сальянам. Казикумухский хан Мухаммад занял Кубу и «начал осуществлять ханскую власть», а в Ширване была восстановлена власть Агаси-хана. Амир Гамза попытался хитростью овладеть Дербентом, которым в отсутствие мужа управляла его сестра Тути-бике. Известно, что Фатали-хан управление Дербентом нередко поручал супруге, а в помощники ей назначал одного из преданных ему дербентских беков. Сопровождая тело убитого Мухаммада-тишсиза, Амир Гамза подошёл к городу и сообщил сестре о том, что Фатали-хан погиб в сражении и что он привёз его тело. Однако Тути-бике разгадала замыслы брата и по преданию вышла на городские стены и приказала открыть огонь по его войскам, а затем выслала отряд, который заставил Амира Гамзу отойти в Мюшкур. В мужской одежде она постоянно находилась на крепостных стенах. Исследователь истории Дербента Е. И. Козубский писал: «Мужественная жена Фатали-хана Тути-бике… с твёрдостью мужчины обороняла город против брата; она, как львица, стояла на крепостных валах, сама распоряжалась всем, огнём крепостных орудий угрожая брату». И. Н. Березин отмечал, что «неустрашимая Туту-бике, однажды обманутая братом, защищалась храбро и сохранила Дербент мужу». Вскоре уцмий, собрав войско, напал на Баку, а затем вновь осадил Дербент. Фатали-хан тайно пробрался в Дербент, к которому стали «стекаться… приверженцы его».

### Начало экспансии Российской Империи в Дагестане. Продолжение противостояния с Фатх-Али Кубинским
Находясь в тяжёлом положении, Фатали-хан ещё из Сальян отправил в Петербург к императрице Екатерине II посланника Мирзу-бека Баята с письмом, в котором обращался за помощью и просил принять его в подданство Российской империи. С просьбой о помощи он обратился и к шамхалу тарковскому. Шамхал не смог оказать поддержки и в январе 1775 года обратился к России с просьбой оказать помощь Фатали-хану. Русское командование снарядило экспедицию в количестве 2530 человек под командованием генерала Медема, которая 1 марта того же года направилась в Дагестан. Касаясь похода русских войск, Искандер-бек Гаджинский отмечал: «Это обстоятельство имело большое влияние на судьбу Фет-Али-хана и было главною причиною успехов, приобретённых им впоследствии». Осаждавший девятый месяц Дербент уцмий Амир Гамза, снял осаду и выступил против Медема, но в местечке Иран-Хараб русские войска нанесли ему поражение. Фатали-хан отправил к Екатерине II ключи от города Дербент и вновь поппросил его принять в подданство России. 10 мая того же года часть русских войск численностью 1411 человек во главе с майором Криднером вместе с отрядом Фатали-хана двинулись в Кайтаг и Табасаран. Вбилизи селения Башлы на них напал Амир Гамза, «но действием артиллерии был опрокинут с величайшим уроном и обратился в бегство». По словам Г. Алкадари войска Фатали-хана «разграбили много имущества» в селениях кюринской плоскости. Оттуда Фатали-хан с царскими войсками направились в Табасаран. Табасаранцы, «надеясь на своё крепкое местоположение», решили защищаться, но были разбиты в местности Калух. Однако в одном из сражений Криднер и Фатали-хан были окружены в тесном ущелье и, понеся значительный урон, вынуждены были вернуться в Дербент.
Несмотря на такой исход событий, участники антикубинской коалиции запросили мира, при условии, что Фатали-хан «не в Дербенте, а в Кубе, в ему принадлежащем месте был, ему тогда и аманатов дать в состоянии и быть верным по всем удовольствие сделают». Но русское командование не приняло их условия, указав, что Дербент останется во владении кубинского хана. На данном этапе российское правительство было заинтересовано в примирение враждующих сторон. 24 марта и затем в апреле 1776 года в селении Дербах удалось провести сборы, в которых приняли участие Фатали-хан, тарковский шамхал Муртазали, буйнакский владетель Баммат, кайтагский уцмий Амир Гамза, табасаранский Рустам-кадий, казикумухский хан Мухаммад и.т.д., а также майор Фромгольд с российской стороны. На вторых сборах было достигнуто мирное соглашение, в соответствии с которым Амир Гамза и Рустам-кадий обязались «дербентского и кубинского хана оставить спокойно означенными ему подлежащими владениями владеть и никакой обиды его подданным, равно и ему не чинить, в торгах между его и нашими людьми никакого помешательства и грабежи не делать, а напротив того показывать каждому всякое вспоможение. А если кто из наших подвластных в том окажется преступительным, то обиженному делать подлежащее удовольствие». Кроме того, майор Фромгольд писал, что «… желаемого спокойствия здесь никогда быть не может. Ибо уцмий и кадий, хотя и дали свою подписку в том, чтобы хану (Фатали-хану. — прим) ничего не делать, однако, сие показывают они по одной наружности . . ., а внутренне пылают к нему злобой . . ., не упустят ни малого времени возобновить на него своё гонение».
В сентябре 1775 года Екатерина II предписала Г. А. Потёмкину: «Чтоб со славой поправить усердный, но неосторожный и хлопотливый поступок Демедема, надлежит возвратить ключи Дербента и восстановить Фет-Али-хана». В конце года русские войска были отозваны из Дагестана в Кизляр. К этому периоду жизни Фатали-хану приписывается основание селения Ханмагомедкала (ныне Мамедкала Дербентского района Дагестана). Согласно И. Гаджинскому кубинский хан «обратил внимание на племянника уцмия, храброго Магомед-Хан-бека, обиженного своим дядей, ласками и разными средствами привязал его к себе, и в 20 верстах от Дербента, к северу, построил крепость, которую назвал Магомед-хан-каласы. Сюда переселил он двести семейств из Кубы, назначив здесь местопребывание Магомед-хан-бека». Кроме того, кубинскому хану удалось привлечь на свою сторону сына казикумухского хана Магомед-хана — Шимардан-бека, которому во владение была отдана часть Кюринского округа до Кабирека, принадлежавшего Дербенту, и Гюнейский магал, принадлежавший Кубе.
В 1776 году, в Табасаране, скончалась Ханум-бике Карахан-бек Кизы, являвшейся опекуном своего немого сына майсума Новруз-бека, чем воспользовался один из родственников майсума Али-Кули, убив его и двух его сыновей. При поддержке кадия Северного Табасарана Рустама он стал новым майсумом. Двоюродные братья убитого Новруз-бека, сыновья Шейх-Али-бека, Магомед-Гусейн-бек, Сограб-бек, Шихали-бек и Мустафа-бек, отправились к Фатали-хану. Последний, призвав к себе в Дербент Али-Кули, лишил его звания майсума и отправил в Сальяны, а в майсумстве с его помощью был возведён майсумом Магомед-Гусейн-бек. Утверждение своего ставленника в Южном Табасаране играло значительную роль в борьбе за подчинение южнодагестанских владетелей. В рапорте кизлярского коменданта говорится: «По склонности его (то есть майсума — прим.) к нему (Фатали-хану — прим.) мог бы он (то есть Фатали-хан — прим.) способнее им, уцмию и кадию впредь мстить и привесть их под свою власть…».
Через некоторое время, кубинский хан начал терроризировать ахтынскую общину. По просьбе ахтынцев, осенью 1782 года, Умма-хан совершил новый поход на Фатали-хана, разорил кубинские селения, и «ненаказанно» вернулся в свои владения.
Умма-хан неоднократно обращался к русским правителям Екатерине II, а затем Павлу I с просьбой о принятии его под покровительство или в подданство России. Так в сентябре 1786 года Умма-хан изъявил желание вступить под покровительство России и отказал в помощи восставшему против неё в Чечне шейху Мансуру, после того, как тот в 1785 году установил с ним связь, как с самым влиятельным из правителей Дагестана.
Гасан Алкадари приводит выписки из текста письма Уммахана правителя Аварского Шейху Мансуру:
Во времена когда появился знаменитый религиозный деятель Мансур, он начал проповедовать законы шариата в Чечне, и возжелал на примере Чечни также и в Дагестанском округе воплотить свои планы. Умахан решил воспрепятствовать этому, запрещал слушать проповеди Шейха Мансура Аварскому народу. Мне самому довелось видеть старую книгу в которой было письмо написанное от Уммахана Мансуру которое содержит следующее послание: «Много почитаемый Шейх Мансур, в своих призывах ты желаешь, чтобы я и народ Дагестанский вместе с народом Чечни направились в Крым воевать с русскими, чтобы послужить исламу. Но у русских огромные силы. Воинство намеревающиеся выступить против них должно обладать хотя бы равной силой и обладать военными навыками необходимые для ведения долгой и затяжной войны. Дагестанский народ не обладает таким воинством. Чтобы содержать воинов они должны в течение недели совершать набеги в Грузию с небольшими затруднениями, захватывать добычу и быстро возвращаться. Такими хитростями они здесь и живут. Известно такими методами перед Российской империей успехов не достигнуть, это может стать гибелью для Дагестанского народа. Поэтому я не могу тебе ни чем помочь".
Уммахан пресекал любую связь дагестанцев с Шейхом Мансуром. Воспрещал помогать или вступать в союзники Шейху Мансуру, так же как и другие дагестанские владетели.
В одном из писем на имя Екатерины II, Уммахан писал, что «превзойдёт всех князей и прочих народов службой Её величеству ― и будет усерднее оказывать услуги России». Императрица предварительно одобрила прошение, отпустив его посла с подарками для Умма-хана и повелев Кавказскому генерал-губернатору генерал-поручику графу П. С. Потёмкину ежегодно «отпускать» хану аварскому на содержание его войска по 6000 рублей. Последний также извещал Умма-хана, что без оказания конкретных услуг престолу российскому на щедроты рассчитывать не следует и прежде ему нужно издать соответствующее постановление. Однако вскоре стало известно, что в то же время Умма-хан в преддверии Русско-турецкой войны заключил некие соглашения с Портой, склонявшей дагестанских владетелей к войне с Россией, и получил от неё кроме дорогих подарков 8000 червонных.
В конце 1786 года, Умма-хан начал поход на Шемаху. Причиной этому послужило то, что Фатали-хан Кубинский нарушил условия договора о выплате Умма-хану 5 тысяч рублей ежегодно. Умма-хан начал собирать войска со всей Аварии. Подойдя к Шемахе, горцы внезапно напали и захватили город. Шемаха была сожжена, а жители перебиты. Сожжён был и близлежащий город Кухнашахар, после чего Умма-хан вернулся обратно в горы. Кубинский хан вынужден был вступить с Умма-ханом в переговоры, отдал ему в жёны свою дочь, передал Сальянский округ и 200 тысяч рублей контрибуции. Брак между Умма-ханом и дочерью Фатали-хана не состоялся, так как вследствие её малолетства замужество не было возможно.
В 1788 году Умма-хан, собрав 20000 человек, вновь совершает поход на Фатали-хана Кубинского и осаждает город Аксу. Согласно рапорту командующего Кубанским и Кавказским корпусами генерал-анш. П. А. Текелли президенту Военной коллегии Г. А. Потемкину об оказанной шамхалом Бамматом военной помощи Фетали-хану и из письма тарковского шамхала командующему Кавказским корпусом генералу П. А. Текелли следует, что его войска прибыли на помощь осаждённым, разбили аварское войско и вынудили их отойти в Карабах. Сам Фатали-хан в своём донесении генералу П. А. Текелли объясняет отход войск Умма-хана следующим образом: «Ума-хан же аварский, видя готовность мою на ополчение и невозможность ево противоборствовать, сделал со мною примирение и возвратился в Карабаг, где и доднес находится». Грузинский царь Иралий II, который в своём письме извещает графа Потёмкина о том, что поскольку «войска состояли с обеих сторон из дагистанцов, то и не могли произойти решительной баталии». Таким образом, при вмешательстве шамхала Тарковского Умма-хан вынужден был отойти в Карабах.
Спустя три года после этих событий, Фатали-хан скончался, после чего в Кубе произошёл переворот. К власти пришёл Манап — сын Мухаммадали-хана, правителя Шемахи при Надир-шахе. Однако правил он не долго — через 15 дней, объединённое войско аварского, мехтулинского и карабахского ханов взяли Кубу, сместили, а затем убили Манапа.
В одном из этих походов, в 1201 году по хиджре (1786/1787 год), погиб брат Уммахана — Сурхай.
В 1796 году Умма-хан отказался поддержать Сурхай-хана Казикумухского, выступившего по призыву турецких эмиссаров против России, и обратился к генерал-аншефу графу В. А. Зубову с просьбой о принятии его в российское подданство. Последний гарантировал, что в этом случае Умма-хану будет назначено ежегодное жалование и то, что дань от грузинского царя останется в прежнем размере. Также Зубов заверил, что «служа великой Императрице, хан учинится ему братом». Однако Умма-хан, по его же заявлению, опасался того, что, вступив в российское подданство, он может быть «сравненным с мелкими владельцами» и не будет получать положенного жалования, вследствие чего просил выдать его за год вперёд и за два года вперёд ― деньги, которые он должен получить от грузинского царя. Выдвинутые им условия не были удовлетворены и переговоры окончились ничем.
В августе 1800 года Умма-хан обратился к начальнику кавказской дивизии генерал-лейтенанту барону К. Ф. Кноррингу с просьбой, адресованной к Павлу I, о принятии Аварского ханства под покровительство России. Последний одобрил прошение Кнорринга о прибытии аварского посла в Санкт-Петербург. Ту сумму (5000 рублей), которую грузинский царь ежегодно выплачивал аварскому хану, Россия обязалась выплачивать сама, как пожизненный пенсион в «награду за его верность». Однако в то же время Умма-хан со своим войском вторгся в, находившуюся уже под покровительством России, Грузию, что было несопоставимо с его просьбой о покровительстве.

### Война с Кахетией

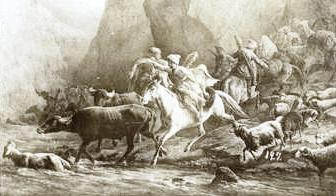
Возвращение с набега

Осенью 1785 года Умма-хан, при поддержке Али-Султана Мехтулинского собрал войско, в очередной раз пошёл в набег на Грузию. Грузинский царь Ираклий II собрал против него своё собственное войско, призвал осетин и ингушей. На помощь грузинам прибыл русский отряд под командованием Степана Бурнашева.
Умма-хан форсированным маршем пересёк Караязскую степь, взял в Борчало крепость Агджа-кала. В этом бою грузинская сторона потеряла убитыми 640 человек, 860 было взято в плен. Затем аварцы разгромили ахтальские рудники и медеплавильные заводы, после чего двинулись в сторону Лори и разорили этот регион. В конце октября — начале ноября Умма-хан совершил налёт на Верхнюю Имеретию, захватил и разорил там Ваханскую крепость. В крепости «было обоего пола до 700 душ. Все мужчины преданы смерти, кроме князей,а строения в замке обращены в пепел». Затем Умма-хан двинулся в Ахалцихе и расположился там на зимовье.
В это время Умма-хан начал готовить новый поход из Ахалкалаки к Цхинвальскому ущелью. Узнав об этом, Ираклий II запросил мира у аварского хана. «Ираклий II, не располагавший в тех условиях достаточными силами для отпора противнику, вынужден был тогда принять унизительное условие мира с Омар-ханом — стать его данником», с обязательством уплачивать ежегодно 10 тыс. рублей серебром и выкупить пленных за 50 рублей с человека.
В апреле 1786 года Умма-хан через Ереванское ханство ушёл в Карабах, к своему союзнику Ибрахим-хану. Оттуда через Грузию и Ширван Умма-хан вернулся на родину, разграбив по пути Гянджинское ханство и взяв с него контрибуцию в размере 5 тысяч рублей.

### Поход наНахичевань
В 1787 году Умма-хан, с войском, отправился в Грузию, а оттуда в Карабах к своему зятю Ибрагим-хану. Затем, нуцал двинулся к Нахичевани и захватил его после 17-дневной осады. Через некоторое время на аварцев внезапно напали войска «семи азербайджанских ханств» и воины из других мест. Азербайджанское войско было разбито и обращено в бегство. Аварцы приступили к их преследованию, и в итоге азербайджанцы потеряли убитыми свыше 500 человек. В то же время к Умма-хану прибыла делегация из Карабаха с просьбой о помощи. Они сообщили, что на них напали конные отряды карадагского хана. Узнав о движении войск Умма-хана, карадагское войско рассеялось. Затем Умма-хан вместе с карабахским войском подошёл к пределам Карабаха, настиг там карадагских грабителей, разгромил и обратил их в бегство. Достигнув Карадага, Умма-хан разорил этот регион. По словам Х. Геничутлинского, «в каждом селении, в каждом городе, куда врывались войска Ума-хана, были всегда смерть и разрушения». В частности, была захвачена крепость Гумуш и уничтожено её население, трижды был взят город Гавази и т. д.. Завершив свои дела в Закавказье, Умма-хан вернулся в Джар.

### Противостояние с Ираном
После смерти в 1779 году шаха Карим-хана Зенда Иран охватил внутренний кризис. Различные группировки вступили борьбу за власть, и в итоге правителем Ирана стал предводитель племени каджаров — Ага-Мохаммед. Захватив, в 1791 году, последний оплот Зендов — город Шираз, Ага-Мохаммед начал готовить войска к покорению Закавказья. В 1795 году шекинский хан Мухаммад-Хасан изъявил покорность иранскому шаху и получил от него войско, с которым должен был завоевать Ширван. В это же время младший брат Мухаммад-Хасана, Селим, обратился к Умма-хану с просьбой о помощи в борьбе за шекинский престол. Нуцал отправил отряд во главе с визирем Алисканди против Мухаммад-Хасана, разбил шахское войско, захватил Шеки и поставил на ханский престол Селима. Мухаммад-Хасан бежал к Ага-Мохаммеду, который за потерю крупного отряда выколол ему глаза и отправил в Тебриз.
В 1797 году Ага-Мохаммед совершил поход в Карабахское ханство. Ибрагим-хан, не имевший достаточных сил для сопротивления, приказал жителям скрыться в горах, а сам, вместе с семьёй, ушёл к аварскому хану. Однако вскоре, Ага-Мохаммед был убит в результате заговора, а голова его была отсечена и отправлена в Аварию.

### Последние походы

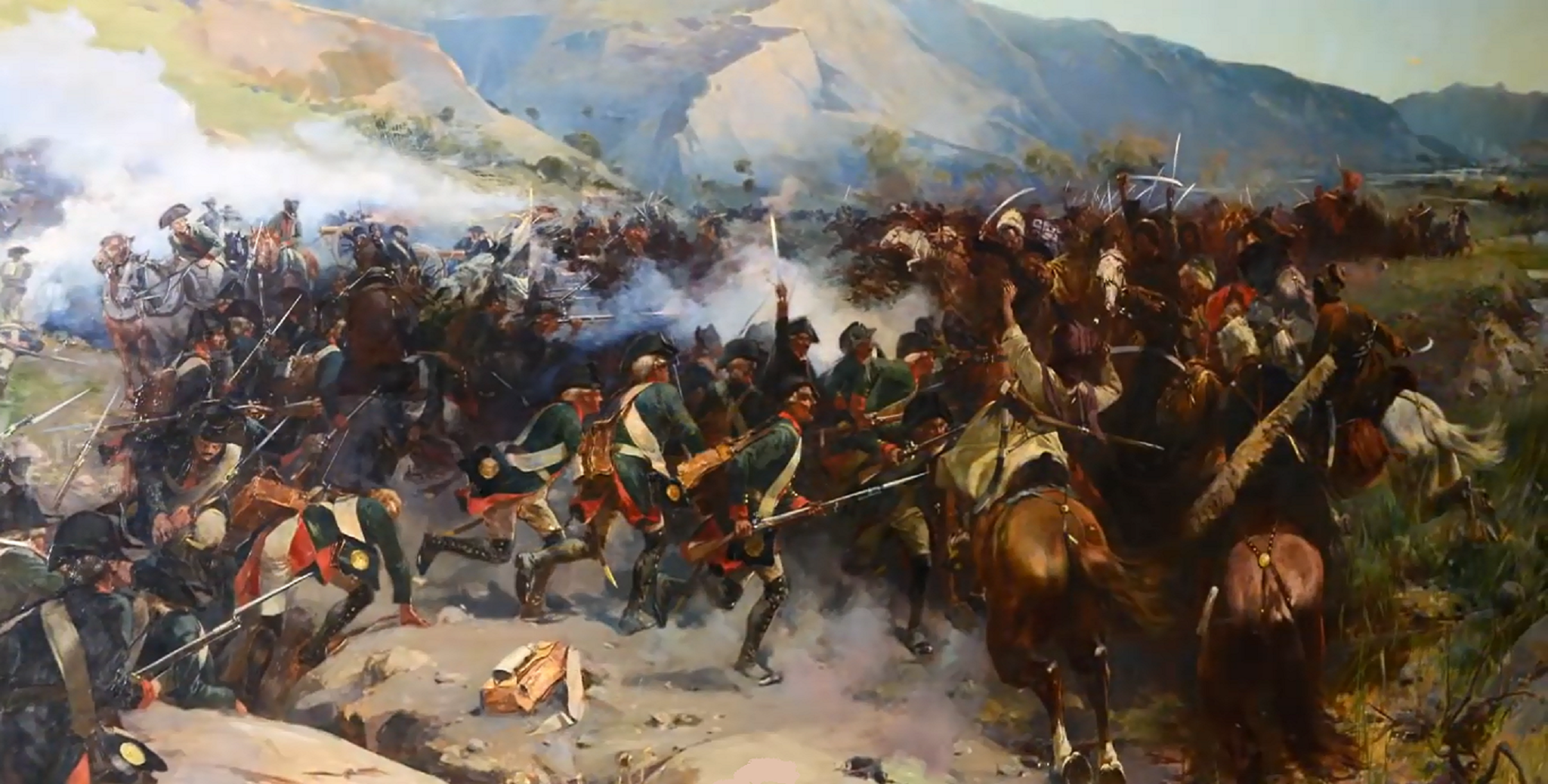
Баталия при реке Иори. Картина Н. С. Самокиша, 1888.

Несмотря на договор с Ираклием II о выплате Умма-хану ежегодного жалования, последний под тем или иным предлогом вторгался в пределы Грузии и грабил её. В 1796 году, после размещения российских войск в Грузии, выплата дани прекратилась. Умма-хан, в ответ, отправил в Картли-Кахетию своего брата Гебека и визиря Алисканди с войском. Кахетия была разграблена. Аварцы сожгли дотла 6 деревень, а жителей и скот увели с собой в горы.
После смерти Ираклия II, грузинский трон занял его старший сын Георгий XII. По завещанию Ираклия, после смерти Георгия, престол должен был перейти следующему его сыну — Юлону. Однако Георгий добился назначения наследником своего сына Давида, что вызвало раздор в семье Ираклия. В 1799 году грузинский царевич Александр, недовольный решением брата, обратился к Умма-хану с просьбой захватить Тифлис и взять Грузию под своё покровительство. Умма-хан поддался на уговоры царевича и двинул в Грузию войско численностью от 15 до 20 тысяч человек. В то же время иранский шах Фетх-Али направился в сторону Грузии и перешёл реку Аракс, однако через некоторое время повернул назад, решив не провоцировать войну с Россией. Умма-хан, тем не менее, двинулся дальше по грузинской равнине.
Поначалу военная удача сопутствовала хану, он захватил довольно большую добычу и направился к Тифлису. Тем временем ему на встречу двинулись отряды генерала Лазарева и Гулякова и расположились у реки Иори. Туда же поспешило малочисленное грузинское ополчение. Войско Умма-хана и объединённый русско-грузинский отряд по разным берегам реки Иори направилялись к Сагареджо в двух километрах друг от друга. Умма-хан планировал ударить по Тифлису двумя колоннами с разных сторон: он со стороны Картли, а царевич со стороны Кахетии. В колонне Александра было 2 тыс. человек, к нему должны были примкнуть его братья Вахтанг, Юлон и Фарнаваз со своими силами. Однако, 7 ноября, часть горцев, без разрешения Умма-хана, атаковала русский отряд. Аварский нуцал, узнав о начале боевых действий, прибыл на место и нанёс удар по грузинскому отряду. Они не выдержали натиска и стали в панике отступать. После трёхчасового боя, с наступлением ночи, Умма-хан дал команду отступить. Умма-хан потерпел сокрушительное поражение, а русские войска потеряли всего лишь три человека.
Умма-хан и царевич Александр решили повторить атаку весной, а зиму провести в Карабахе. Однако из за нехватки продовольствия хан отпустил своё войско по домам, а сам отправился в Белоканы.

## Смерть
В начале 1801 года, Умма-хан собрал 3-х тысячное войско для похода против Гянджинского ханства. Российские власти в Грузии, обеспокоенные этим, стали укреплять границы Кахетии, перебросив туда несколько воинских подразделений. Однако в марте этого же года, хан внезапно заболел и умер. Похоронен в Джарах. По другим сведениям, Умма-хан был тяжело ранен в бою при Иоре и умер в Илису.
Х. Геничутлинский сообщает, что Умма-хана могли отравить. Он пишет: «распространился слух — причина смерти Уммахана, в том что Джавадхан, эмир Гянджи, передал яд служанке упомянутого Абдуллы, которая подмешала его в еду Уммахана», отчего он и умер. Услышав эти разговоры, Мухаммад, сын Абдуллы, развел большой костер и бросил туда эту женщину.
После смерти хана аварцы погрузились в траур и тяжело переживали эту утрату. Со смертью Умма-хана пресеклась мужская линия древних нуцалов. Поскольку у Умма-хана не было сыновей, власть над Аварией перешла его брату по отцу Гебеку, матерью которого была грузинка Марьям. Для утверждения своей власти в Аварии, Гебек заключил брак с вдовою Умма-хана Гихилай. Гихилай же, с давнего времени испытывала к Гебеку вражду, и согласилась выйти замуж только ради того, чтобы воспользоваться случаем и отомстить ему. Однажды она пригласила Гебек-хана к себе в дом, где он был в присутствии Гихилай убит. Пустующий престол, по приглашению аварцев, занял Султан-Ахмед Мехтулинский, который был женат на дочери Умма-хана Баху-бике.

## Семья
У Умма-хана было три жены:
- Гихили — бездетная кумыкская княгиня, старшая жена Умма-хана[источник не указан 25 дней]. После убийства Гебек-хана, вышла замуж за Султан-Ахмеда Мехтулинского[91].
- Хистаман из рода правителей Кайтага, от которой у него родилась дочь Баху-бике[92] — будущая ханша Аварии[93]. Она вышла замуж за Султан-Ахмеда Мехтулинского[20]. Баху-бике, как и вся семья аварских ханов, была убита в 1834 году после взятия Хунзаха войсками Гамзат-бека[14][94].
- Дареджан Абашидзе — дочь имеретинского князя Евгена Абашидзе, взятая в плен Умма-ханом в 1785 году и вышедшая впоследствии за него замуж[76]. Она родила Умма-хану девочку по имени Яхси-Патимат[92]. После смерти родителей, Баху-бике оскорбила Яхси-Патимат, заявив, что «рождённый грузинкой — раб», и лишила её отцовского богатства. До конца дней она прожила в ханском хуторе, близ Хунзаха, так и не вышла замуж, и умерла от чумы в 1813 или 1814 году[4].